# Terpezița
Terpezița – wieś w Rumunii, w okręgu Dolj, w gminie Terpezița. W 2011 roku liczyła 990 mieszkańców.